# Pintér Lajos (orvos)
Pintér Lajos (Sajóivánka, 1935. február 2. –) orvos, egyetemi tanár, tiszteletbeli főkonzul.

## Élete
Édesapja állomásfőnök volt a jászsági Pusztamonostoron, így szinte népi származásúként került a Debreceni Egyetem orvosi karára. A munkásosztály kebeléből származó diákságot a tenyerén hordozta a kommunista rendszer, azon az áron, hogy nem bírálhatták az állami politikát. Pintér Lajos is építette Sztálinvárost, és a sztahanovista időkben működött cséplőgépellenőrként is, ahol találkozott a fennálló rendet szkeptikusan szemlélő emberekkel. „Horthysta” katonatisztekkel, egykori gyárosokkal, ügyvédekkel, akik az ő vezetése alatt csépelték a búzát. Egy debreceni orvostanhallgató párt besúgtak, meghurcoltak, majd kizártak az ország összes egyeteméről csupán azért, mert Nyíregyházán vasárnapi misére mentek. 
Egyre gyűlt a rendszer elleni harag, míg 1956-ra már túlcsordult a pohár. Pintér az egyetemi ifjúságot szervezte Kelet-Magyarországon. Október derekától november 16-ig, amikor kilencvenedmagával olasz emigrációba vonult, a lelkes medikus bejárta Debrecentől Budapestig a fél ország egyetemeit, hogy részt vegyen a forradalomra készülődő ifjúság buzdításában, közben repülőgéppel élelmiszert, gyógyszert és magánpostát szállított több vidéki település között. Távollétében zajlott összevont perének vádirata szerint géppisztolyával tűzharcban agyonlőtt néhány szovjet katonát Jászberényben, ezt követően egy pesti pincében stencilezett röplapokat. Mindezekért nyilván halálbüntetés várt volna rá. Az 1956-os forradalom leverése után disszidált. Decemberben került a Padovai Egyetemre, ahol folytathatta orvosi tanulmányait.

### Orvosi karrierje
Négy évig rezidensként a padovai klinikán dolgozott. 1967–1969 között Münchenben ösztöndíjjal továbbképzésen vett részt. 1969-ben a londoni West-Hospital továbbképző kurzusára járt. Általános sebész, aneszteziológus, fül-,orr-, gégész szakorvos szakképzettséget szerzett. November 11-től a Veronai Borgo Roma Orvostudományi Egyeteme Sürgősségi Osztályának adjunktusa volt.

### Egyetemi tevékenysége
1973-ban kinevezték egyetemi magántanárrá. 1976-ban az Amerikai Egyesült Államokban továbbképzésen vett részt.
1982 és 2002 között a Veronai Borgo Roma Orvostudományi Egyetem Sürgősségi Osztályának igazgató főorvosa volt. 1986–87-ben egyik munkatársa volt Verona megyében a területi orvosi ellátás és a mentőhelikopteres elsősegélynyújtás megszervezésének, Olaszországban másodikként.
1998-tól részt vett „A Moldovai Köztársaság nemzeti egészségügyi-ellátása szakmai irányításának fejlesztéséről szóló törvénytervezet” előkészítésében, a veronai tartományi egyetemi kórház szervezésében, 2002 decemberéig.
1998 novembere és 1999 júniusa között részt vett a Veronai Kórház által szervezett első menedzserképzésen, amely az orvosi ellátás minőségének javítására irányult. 1999 júliusa és 2000 júniusa között együttműködött a Reference Produkt Demonstration inItaly Európai Uniós Projekt és a Hungarian Investment and Trade Development Agency munkatársaival, akiknek fő feladatuk az volt, hogy jelentést készitsenek a Magyarországon gyártott, CE-védjegyű gyógyászati segédeszközökről.

## Tiszteletbeli konzulként
1992. április 2-án a Magyar Köztársaság Külügyminisztériuma tiszteletbeli konzuli címre terjesztette elő, amit az Olasz Köztársaság Külügyminisztériuma december 22-én fogadott el. 1997-ben újabb öt évre kapott megbízatást.

### Tiszteletbeli konzuli tevékenységéből
- megszervezte a Veronai Aréna Zenei Intézete és a Magyar Állami Operaház együttműködését.
- nevéhez fűződik a veronai és a Szegedi Tudományegyetem közötti tudományos együttműködés
- megszervezte Göncz Árpád köztársasági elnök veronai látogatását 1995-ben és 1996-ban.
- négy tudományos orvosi-sebészeti kongresszust szervezett magyar, olasz és a Kárpát-medence más nemzetiségű szakembereivel
- nemzetközi konferenciát szervezett "Health Care Model and Information Society Update On Advanced Surgical Technologies" cimmel, 1999 júniusában.
- Az Aranybulla-kötet 2000-ben megjelent, a veronai és a szegedi jogászkarok oktatói közreműködésével három nyelven készült és a Fankfurti Könyvvásár díjazottja előkészítője volt.
- Bizottsági tag „A sürgősségi szolgáltatás gazdasági fenntartása” című jelentés összeállításában, az Egészségügyi Intézet és a Külügyminisztérium számára Olaszország és Kina együttműködésében, 2001. november 9. és 14. között, amelyet a pekingi "Advancements of Emergency Medicine in China" című nemzetközi konferencián is bemutattak.
- 2002 decemberében koordinálta a Basic Life Support és a Praecox Defibrillálás nevű továbbképzést a sanghai Medical Emergency Centre-nél, a Capacity Buliding program keretében, amelyet a két említett intézmény szervezett.

2002-ben újabb öt évvel meghosszabbították tiszteletbeli konzuli megbízatását, ezúttal már tiszteletbeli főkonzulként.
- 2005-ben elősegítette a veronai és a szegedi egyetem bölcsészkari oktatóinak találkozóját egy az ELTE könyvtárában található Dante-kódex kiadásával kapcsolatban.
- A 2006-os év egész Olaszországban az 1956-os forradalom 50. évfordulója megszervezésének jegyében telt el, ennek keretében:
  - Képkiállítást nyitott meg a padovai egyetemen.
  - Szeptember 7–9. között részt vett Felsőpulyán (Ausztria) az 1956-ban Olaszországba emigrált magyarok fogadtatásáról, elhelyezkedési lehetőségeikről, ösztöndíjaikról szóló ünnepélyen.
  - Szeptember 14-én Bussolengóban is megemlékeztek a magyarországi forradalomról
  - Szeptember 28-án előadást tartott a Budapesti Olasz Kultúrintézetben „1956 és Magyarország. A szemtanúk emlékezései” cimmel, a több ország nagykövetsége által közösen rendezett konferencián.

### További rendezvények, események, előadások
- Október 23–24. Strasbourg: 1956-os megemlékezés az Európai Parlamentben az olasz képviselők meghívására, Budapest 1956. To not forget a dream of freedom című előadása
- November 7–8. Verona: A magyar köztársasági elnök látogatása Veronában
- November 10. Padova: megemlékezés a padovai egyetem Aula Magnájában
- November 11. Róma: részvétele a RAI International 56-os megemlékező programjában
- November 17. Finale Ligure: előadása és megemlékezés 56-ról
- November 18. Savona: megemlékezés 56-ról
- 2007. október: a Kossuth Rádió egyórás – vele készített – interjút közvetített az 1956-os forradalomról
  - November 7. Budapest: A Dante-kódex bemutatása az Olasz Kulturális Intézetben és az ELTE Könyvtárában, amelyen Pieralvise Serego Alighieri, Dante 21. leszármazottja is jelen volt

2007 decemberében meghosszabbították Pintér Lajos főkonzuli kinevezését újabb öt évre.
- December 15. könyvbemutató a padovai egyetemen "Ungheria 1956–2006" címmel
- 2008. május: Trento-Pergine-Borgo Valsugana: közreműködésével Orosz Zoltán tábornok és a magyar veterán katonák szövetségének képviselői az első világháború befejezésének 90. évfordulóján az elesettek észak-olaszországi emlékműveinél és a temetőkben kegyeletadásában.
- 2009. május 16. Conselve: Jászberény testvérvárossal közös gazdasági-kulturális napokon előadást tartott: "Diritti e doveri del cittadino europeo" vagyis "Az európai állampolgár kötelességei és jogai" címmel, dr. Gedei József országgyűlési képviselő és Jászberény polgármestere részvételével
- Szeptember 24. – október 1.: veronai-grezzanai olasz diákok látogatása Budapesten 40 tanuló hét tanár vezetésével, a Commenius Life-learning uniós program keretében.
- Október 23. 15 perces interjú a főkonzullal a Duna Televízión az 1956-os forradalom Corvin-közi eseményeivel kapcsolatban.

## Művei
Két kötete és hatvan tudományos  publikációja jelent meg a sürgősségi betegellátásról, az elsősegélynyújtás eredményességének javìtásáról, valamint a területen dolgozó személyzet képzéséről.